# Bogunice
Bogunice (prononciation : [bɔɡuˈnit͡sɛ]) est une localité polonaise de la gmina de Lyski, située dans le powiat de Rybnik en voïvodie de Silésie.